# Alexandru Cistelecan
 (décembre 2020).
Alexandru Cistelecan, né le 2 décembre 1951 à Cluj en Roumanie, est un critique littéraire roumain,,

## Biographie
Il est diplômé de la Faculté de philologie de l'Université Babeș-Bolyai de Cluj, Département roumain-italien, en 1974. Avant 1989, il était critique de poésie pour les magazines Familia et Vatra. Après la Révolution, il est rédacteur en chef adjoint du magazine Vatra et professeur de littérature contemporaine roumaine aux universités de Brașov et Târgu-Mureș. 